# 古川隆三郎
古川 隆三郎（ふるかわ りゅうざぶろう、1956年〈昭和31年〉6月30日 - ）は、日本の政治家。長崎県島原市長（4期）。長崎県市長会会長。　元島原市議会議員。

## 来歴
長崎県島原市出身。島原市立第三小学校、島原市立第二中学校、長崎県立島原高等学校、福岡工業大学卒業。
2003年（平成15年）5月25日執行の島原市議会選挙に無所属で出馬。新人であるにもかかわらず、トップ当選を果たす。2007年（平成19年）5月27日執行の同市議選において2期目の当選。
2008年（平成20年）11月30日執行の島原市長選挙に無所属で出馬。新人で元長崎県職員の横田修一郎に僅差で敗れる。得票数は、横田：14,551票、古川：13,343票。投票率は、70.19％。
2012年（平成24年）12月9日執行の同市長選挙に再び無所属で出馬。民主党、自由民主党、公明党の推薦を受けた現職の横田修一郎を破り、初当選。得票数は、古川：14,739 票、横田：12,598票。投票率は、70.24％。
2016年（平成28年）11月20日告示の同市長選挙は自民、公明の推薦を受けたが、他に立候補の届け出は無く無投票で再選。同市長選での無投票は16年ぶり。
2020年（令和2年）無投票で3選。
2024年（令和6年）無投票で4選。なお、3回連続の無投票当選は初めて。
2024年現在、長崎県市長会会長、日本ジオパークネットワーク理事長、県土地改良事業団体連合会会長 、島原半島ジオパーク協議会会長、長崎県スポーツ少年団指導者協議会会長などを務めている。